# 藤本功一
藤本 功一（ふじもと こういち、1976年4月3日 - ）は、日本のソングライター、編曲家、ギタリスト。音楽制作会社トイロミュージック所属。東京都出身。

## 概要
ギターを中心とした楽曲、DTMによる楽曲を手掛けることが多く、テレビ、アニメ、CM、映画、教育など、幅広い分野で活動をしている。また、ボーカルソングにおいては、印象的なメロディや歌詞の作り手として一定の評価を得ており、クライアントワークと平行してアーティスト等への楽曲提供も行っている。かつては音楽学校でギター演奏を学んだ経験もあり、ギタリストとして複数のレコーディングに参加をした実績がある。

## 参加作品

### アニメーション
- 『キルミーベイベー』
  - オープニングテーマ「キルミーのベイベー!」（作詞）
  - エンディングテーマ「ふたりのきもちのほんとのひみつ」（共作詞）
  - 「ふたりのきもちのほんとのひみつ(without MEGANE Mix)」（リミックス）

- 『たまこまーけっと』
  - オープニングテーマ「ドラマチックマーケットライド」（作詞）
  - 「キミの魔法」（作詞・編曲）
  - 「Call me Anne」（作曲・編曲）
  - 「Call me Anne Louder」（作曲・編曲）
  - 「きっとね、ずっとね、よろしくね。」（作詞・作曲・編曲）
  - 「今日も明日も」（作詞・共編曲）

- 『神様はじめました◎』
  - 「背中合わせの空模様」（作曲）
  - 「恋の まにまに!!」（共作詞・作曲・編曲）

- 『SHOW BY ROCK!!』
  - 「キミと☆Are You Ready?」（編曲）
  - 「ボクらのShiny Star☆」（作曲・編曲）
  - 「今夜は星空ディスコティック☆」（共作詞・作曲・編曲）
  - 「胸騒ぎ Just☆Paradise」（共作詞・作曲・編曲）
  - 「青春☆サンセット」（作曲）

- 『マジきゅんっ!ルネッサンス』  　
  - 「キミという光」（作曲・編曲）
  - 「Shiny color」（作曲・編曲）
  - 「Sweets s la mode♪」（作曲）

- 『まちカドまぞく』
  - エンディングテーマ「よいまちカンターレ」（作曲・編曲）

- 『まちカドまぞく2丁目』
  - エンディングテーマ「宵加減テトラゴン」（作曲・編曲）

- 『ぐらんぶる』
  - BGM制作

- 映画『たまこラブストーリー』
  - 主題歌「プリンシプル」（作曲）
  - エンディングテーマ「こいのうた」（編曲）

- 映画『あさがおと加瀬さん。』
  - 「走れ!」（編曲）

- 『うるまでるびのGO!GO!選挙』シリーズ
  - 「うるまでるびのGO!GO!選挙」「うるまでるびのGO!GO!明るい社会」（作曲・編曲）

### 楽曲提供/アレンジ
- Kylee
  - 「missing」（作曲）
- 遠藤ゆりか
  - 「パラレルスパイラルライン」（作詞・作曲・編曲）
- さくら学院
  - 「目指せ!スーパーレディー」（作曲・編曲）
- 京佳（夢みるアドレセンス）
  - 「シャークガール'99」（作曲・編曲）
- 洲崎綾
  - 「空」（作曲・編曲）
- ASIAN KUNG-FU GENERATION
  - 「架空生物のブルース」（共同ストリングスアレンジ）
  - 「迷子犬と雨のビート」（ブラスアレンジ）

### テレビ番組
- NHK Eテレ
  - 『おかあさんといっしょ』
    - 「ちきゅうにおえかき」（作曲・編曲）

  - 『いないいないばあっ!』
    - 「まねっこ ぽん!」（作詞・作曲・編曲）

  - 『キミなら何つくる?』
    - オープニング・エンディングテーマ（作曲・編曲）

  - 『社会にドキリ』
    - オープニングテーマ（作曲・編曲）

  - 『がんばれ!パラスポキッズ』
    - オープニング・エンディングテーマ（作曲・編曲）

  - 『天才てれびくん』
    - 「ラズベリー・パンチ♪」（共作詞・作曲・編曲）
    - 「ダン!ドン!」（作詞・作曲・編曲）

  - 『エリンが挑戦! にほんごできます。』
    - オープニング・エンディングテーマ（作曲・編曲）

  - 『ニャンちゅうワールド放送局』
  - 『わたしのきもち』

- テレビ東京系列『しまじろうのわお!』
  - 「Yes, I Can!」（作曲・編曲）
  - 「いちご いちご いちご」（作曲・編曲）
  - 「KA　こうつうあんぜん」（作曲・編曲）
  - 「イクジ　フカカイ　ナゾ　フカシギ」（作曲・編曲）
- ディズニー・チャンネル
  - 「ガールズパワー・サマー」（作曲・編曲）
  - 「オールニューサマー」（作曲・編曲）
  - 「HEY! IT‘S ミラクルタイム」（作曲・編曲）
  - 「アートでショー!」（作曲・編曲）
  - ディズニー・チャンネル20周年のテーマ「みんな輝け、毎日ワクワク！」（作曲・編曲）
- J SPORTS『J SPORTS ワイド』
- WOWOW『紺野さんと遊ぼう』
  - エンディングテーマ（編曲）

### CM
- 雪印乳業「雪印北海道100カマンベールチーズ」
- 花王「キッチンマジックリン消臭プラス」
- ポケモン「ポケモンセンター」
- コンビ「プラスアイディアキャンペーン」
- ロッテ「ブラックブラックガム」
- サイバーガジェット「コードフリーク」
- ANA「みんなで応援CMをつくろう！」キャンペーン
  - 「東京五輪招致篇」
  - 「ソチ五輪日本代表篇」
- NEXCO中日本
- Goo-net「買取オークション」
- 株式会社マルハン
- 株式会社ノエル
- Disney XD「ステーションID」
- ハピネット「ホバーシャーク」「ラジオコントロール エアーボード1440°」
- アリオ札幌
- 工房信州の家
- KAGOME×こどもちゃれんじ「カンパイ★ベジタブル」
- 日本赤十字社「みんなの献血キャンペーン」
- BS朝日「魚が食べたい」
- 和真「全視界メガネ」
- アサヒ飲料・ベネッセコーポレーション"「カルピス」つくろう！だいさくせん"
- ALSOK「ようこそ！あるそっ区～伊調区長就任〜」篇
- エバラ食品「浅漬けの素」
- 緑の雇用事業＜移住ではじめる林業＞篇
- 進研ゼミ 高校講座「実はただいま●●中！｜スマホで効率学習」

ほか、多数。

### 演奏など
- HALCALI
  - 「LOOK」（ギター演奏）
- KOKIA
  - 「ゲマトリア」（ギター演奏）
- さくら学院 テニス部
  - 「予想以上のスマッシュ」（ギター演奏）
- 清竜人
  - 「雨」（ギター演奏）
- 太田裕美
  - 「Romanticが止まらない」「さらば恋人」「レイニー・スティション」（ギター演奏）
- 北白川たまこ（CV：洲崎綾）
  - 「ドラマチックマーケットライド」（ギター演奏）
- 洲崎綾
  - 「プリンシプル」（ギター演奏）
- 堀口純香『30歳まで童貞だと魔法使いになれるらしい』サウンドトラック
  - 「キュンキュンソング～Pure Heart～」（歌唱）
- NHK Eテレ『こども・エール！〜アジアこどもドラマ～』プップルール/ The Puppu Rules（歌唱）

### その他
- Amazon Prime Video 『あつまれ！アマゾンキッズ しまじろうとあそぼう！』
  - 「ばんばん どきどき わいわい」（作詞・作曲・編曲）
- 劇場版『やさいのようせい N.Y.SALAD The Movie』
  - テーマ楽曲（作曲・編曲）
- 映画 『Hai and Low』
  - テーマ楽曲（作曲・編曲）
- 映画 『チキン☆デカ　国産』
- 映画 『ダイハード学園』
- 映画 『寝てみること』
- ロマンスカーミュージアム常設展『電車とつくるまち』サウンドデザイン
- 角川武蔵野ミュージアム企画展『荒俣宏の妖怪伏魔殿』サウンドデザイン
- iPhone/iPad用ゲーム『Font Monsters』『Number Creatures』
- PSP用ゲーム 『DRAGONBALL EVOLUTION』
- NHK 『クリエイティブライブラリー』
- NHK 連続テレビ小説『あんぱん』ギター演奏指導

### 書籍
- リット―ミュージック
  - 『編曲テクニック99』（共同執筆）
  - 『プロの曲作りが分かる本』（共同執筆）